# 川南豊作
川南 豊作（かわなみ とよさく、かわみなみ　とよさく、1902年〈明治35年〉7月28日 - 1968年〈昭和43年〉12月11日）は、日本の実業家、右翼活動家。

## 人物
1902年（明治35年）富山県に生まれ、1919年（大正8年）県立富山水産講習所を卒業後、東洋製罐株式会社に入社。

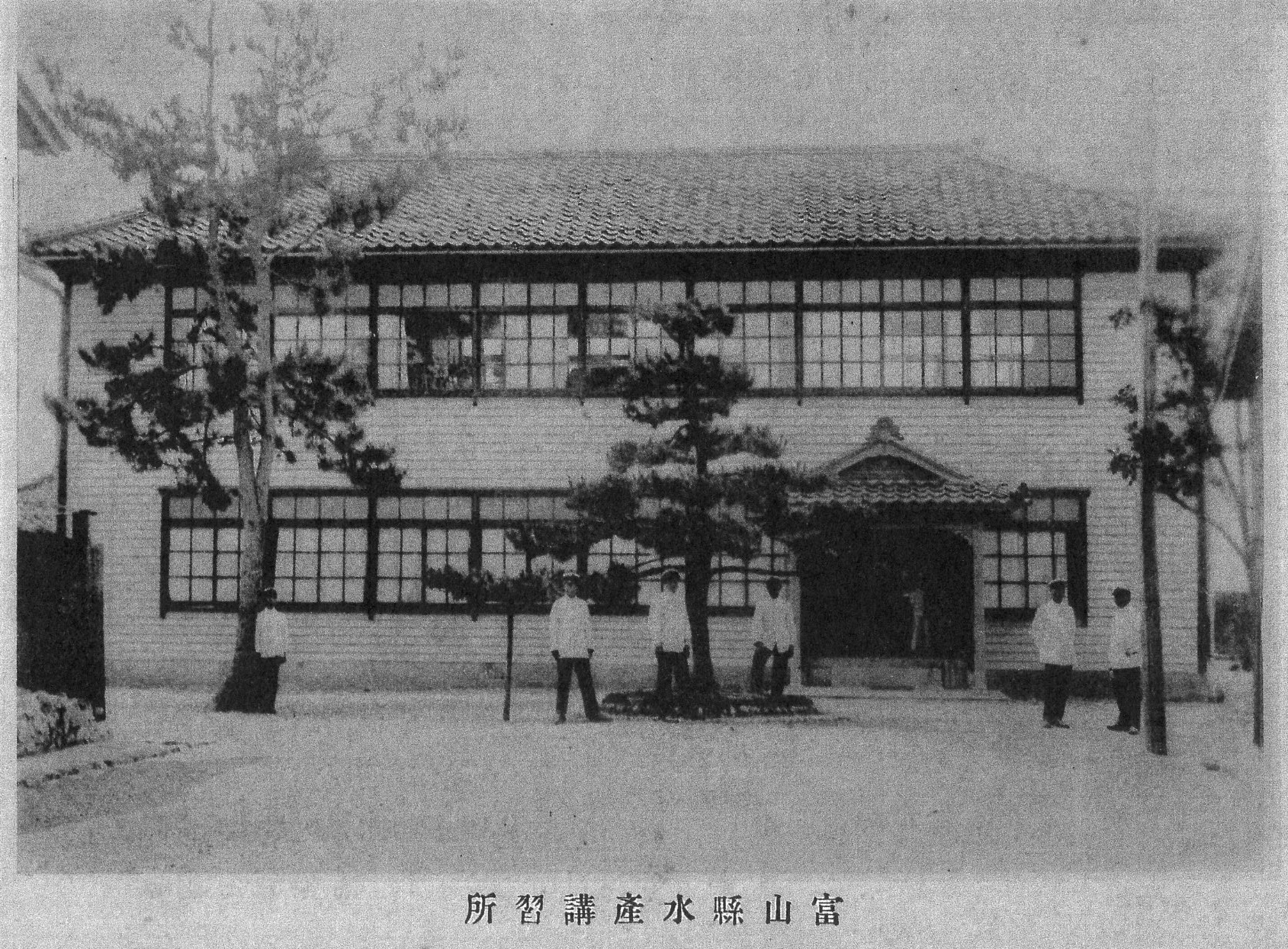
大正初年の富山県水産講習所

1931年（昭和6年）結婚後、退職して、朝鮮に渡り、トマト・サージン工場を建設してイワシのトマト煮缶詰の製造を始める。
1934年（昭和9年）、佐賀県にて合名会社川南工業所を設立し、缶詰製造業から曹達・硝子事業に転換する。曹達原料である塩を安く輸入するためには船が必要であるという考えから、1936年（昭和11年）、長崎県西彼杵郡香焼村（現：長崎市香焼町）にある閉鎖中の松尾造船鉄工所を買収し、川南工業所とともに吸収合併し、川南工業株式会社を設立し、造船業に進出する。
その後、佐賀県の曹達・硝子工場を浦崎造船所として造船業に専念する。1938年（昭和13年）には香焼島造船所（現：長崎造船所香焼工場）にて、戦後、南極観測船「宗谷」となる船を建造した。戦争中は、学徒動員を受け入れ、隣接する福岡俘虜収容所第2分所の捕虜を不足する工員の代わりとして使役した。浦崎造船所では輸送船のほかに特殊潜航艇「海龍」の建造も行われた。
1945年（昭和20年）8月終戦。同年の大日本帝国海軍の解体後、部下の再就職を斡旋する牧野茂技術大佐に協力して、1949年（昭和24年）には自ら株主となり、牧野大佐を代表取締役社長として旧海軍の艦艇設計者を集めた日本初の本格的船舶技術コンサルタント会社として国際船舶工務所を設立、就職先の確保がとくに困難であった潜水艦担当者も雇用した。後に保安庁からの要請を受けて川南は株式を手放し、1953年10月付けで同社は解散、財団法人船舶設計協会に移行して、警備隊・海上自衛隊の艦艇の設計を担った。
1947年（昭和22年）5月には、公職追放令の指定を受け、川南工業株式会社代表取締役を辞任した。1951年（昭和26年）6月公職追放令が解除され、7月に川南工業株式会社の取締役に就任、8月には代表取締役に復帰した。
しかし、戦後の造船事業経営は振るわず、1961年（昭和36年）10月破産宣告を受け、12月には、クーデター未遂事件である三無事件の首謀者として逮捕される。1968年（昭和43年）12月11日、福岡地裁で行われた詐欺事件公判に出廷し、同裁判所内で倒れる。搬送された福岡市の舞鶴病院で同日18時38分、死亡した。66歳没。

## 略歴
- 1902年（明治35年）7月28日、富山県礪波郡井口村池田（現：南砺市池田）の農家川南家の三男として生まれた[3]。
- 1909年（明治42年）井口尋常小学校へ入学[3]。
- 1917年（大正6年）に同校を卒業後、県立富山水産講習所[2]へ入り製造業を学んだ[3]。
- 1919年（大正8年）県立富山水産講習所を卒業、大阪府の東洋製罐工場に実習生として入社[3]。
- 1924年（大正13年）7月、東洋製罐社員として「製缶研究」のため渡米[3]。
- 1925年（大正14年）4月、帰国。9月病気のため休職、岡山県小豆島にて療養[3]。
- 1926年（大正15年）8月、復職[3]。
- 1929年（昭和4年）6月、戸畑製缶工場建設のため福岡県戸畑市（現：北九州市戸畑区）へ転勤[3]。
- 1931年（昭和6年）2月、若松市（現：北九州市若松区）の川原金作の長女春江と結婚。6月には大製鉄所を創るというかねてからの夢を持ち、独立を志して東洋製罐株式会社を退職。8月、資金作りのため、朝鮮に渡り咸鏡南道新浦港馬養島でトマト・サージン工場を建設してイワシのトマト煮缶詰の製造を始めた。この商品が輸出用に大ヒットした[3]。
- 1932年（昭和7年）
  - 2月、長女幸子誕生。
  - この後、川南家では同名の幸子(3代目)、睦美、辰弥(共に4代目)、知己(5代目)が誕生する。
  - 10月、長崎県北松浦郡平戸町田助（現：平戸市田助町）にもトマト・サージン工場を建設した。そして三井や三菱などのドル箱になっている硝子、曹達の事業を行おうと考えるようになる[3]。
- 1934年（昭和9年）6月、水産業から手を引き、合名会社川南工業所を設立し代表として就任。佐賀県西松浦郡山代町浦ノ崎（現：伊万里市山代町）にて曹達事業を開始する。翌年1935年（昭和10年）から硝子事業にも同地で着手した。この場所は、伊万里湾を炭鉱から出るボタで埋め立てた村井鉱業の二万坪の敷地を借り受けたものであった[3]。
- 1936年（昭和11年）9月、長崎県西彼杵郡香焼村にある閉鎖中の松尾造船鉄工所を買収し、川南工業所とともに吸収合併し、川南工業株式会社を設立し、取締役社長に就任した。曹達の原料の塩は海外から安く輸入するためには船を造る必要があるという考えからである[3]。
- 1937年（昭和12年）4月、松尾造船鉄工所の名称を香焼島造船所に改める[3]。6月、向山鉱業所を買収、石炭採掘にも乗り出す[3]。
- 1940年（昭和15年）9月には、浦崎曹達・硝子工場を閉鎖し、造船設備へ転換、浦崎工業所名を浦崎造船所と改める[3]。
- 1941年（昭和16年）平戸工業所田助・五島缶詰工場を合同缶詰株式会社に譲渡した[3]。
- 1942年（昭和17年）
  - 7月、香焼島造船所が海軍管理工場に指定される[3]。
  - 12月、財団法人川南高等造船学校（現在の長崎総合科学大学の前身）を設立、理事長に就任[3]。
- 1943年（昭和18年）
  - 2月、深堀造船所操業認可[3]。
  - 4月、浦崎造船所が佐世保海軍工廠強化管理工場になる[3]。
- 1944年（昭和19年）
  - 1月、川南工業株式会社が軍需会社に指定される[3]。
  - 4月、海軍省嘱託参与、翌年1945年（昭和20年）6月には総合計画局参与となる[3]。
- 1945年（昭和20年）8月終戦。
- 1947年（昭和22年）5月には、公職追放令の指定を受け、川南工業株式会社代表取締役を辞任した[3]。
- 1951年（昭和26年）6月、公職追放令が解除され、7月に川南工業株式会社の取締役に就任、8月には代表取締役に復帰した[3]。
- 1954年（昭和29年）3月、深堀造船所を株式会社深堀造船所に売却[3]。
- 1955年（昭和30年）9月、浦崎造船所、経営陣の内紛などにより破産宣告[14][3]。
- 1959年（昭和34年）4月、川南工業株式会社代表取締役を辞任[3]。
- 1961年（昭和36年）10月、破産宣告を受け、12月には、三無事件を起し、逮捕される[3]。
- 1962年（昭和37年）2月、昭和重工株式会社に商号を変更。香焼島造船所を長崎造船所に名称変更したが、1967年（昭和42年）、公売にかけられ、3月に三菱重工業株式会社が落札、4月に長崎造船所を閉鎖して引き渡した[3]。
- 1968年（昭和43年）12月11日、死去。12月14日に長崎市の妙行寺で、12月17日に東京都浅草本願寺でそれぞれ社葬が執り行われる。法名「長慶院釈豊斎」。墓所は浅草本願寺[3]。